# 2. deild islandzka w piłce nożnej (1986)
Sezon 1986 był 32. sezonem drugiego poziomu ligowego piłki nożnej na Islandii. Pierwsze miejsce zajął zespół Völsungur Húsavík, zdobywając trzydzieści osiem punktów w osiemnastu meczach. Po sezonie awansowały zespoły Völsungur Húsavík i KA Akureyri, spadły natomiast Njarðvík oraz Skallagrímur.

## Drużyny
Po sezonie 1985 z ligi awansowały zespoły ÍB Vestmannaeyja i Breiðablik, spadły zaś Fylkir oraz Leiftur. Ich miejsce zajęły spadające z 1. deild Þróttur Reykjavík i Víkingur Reykjavík oraz awansujące z 3. deild Selfoss i Einherji.
| Uczestnicy poprzedniej edycji                                                                                 | Uczestnicy poprzedniej edycji | Uczestnicy poprzedniej edycji | Uczestnicy poprzedniej edycji |
| --- | ----------------------------- | ----------------------------- | ----------------------------- |
| KA | KA Akureyri                   | 3                             |                               |
| KS | KS                            | 4                             |                               |
| SKA | Skallagrímur                  | 5                             |                               |
| VÖL | Völsungur Húsavík             | 6                             |                               |
| NJA | Njarðvík                      | 7                             |                               |
| ÍBI | ÍB Ísafjörður                 | 8                             |                               |
| Spadek z 1. deild                                                                                             |                               |                               |                               |
| ÞRR | Þróttur Reykjavík             | 9                             |                               |
| VÍR | Víkingur Reykjavík            | 10                            |                               |
| Awans z 3. deild                                                                                              |                               |                               |                               |
| SEL | Selfoss                       | 1                             |                               |
| EIH | Einherji                      | 2                             |                               |
| Oznaczenia: - kolumna pierwsza – skróty nazw drużyn, - kolumna trzecia – miejsce zajęte w poprzednim sezonie. |                               |                               |                               |

## Tabela
| Lp. | Drużyna               | M  | Z  | R | P  | Bramki | Bramki | Różn. | Pkt | Uwagi              |
| --- | --------------------- | -- | -- | - | -- | ------ | ------ | ----- | --- | ------------------ |
| 1   | Völsungur Húsavík (A) | 18 | 12 | 2 | 4  | 38     | 15     | +23   | 38  | Awans do 1. deild  |
| 2   | KA Akureyri (A)       | 18 | 11 | 4 | 3  | 54     | 15     | +39   | 37  | Awans do 1. deild  |
| 3   | Víkingur Reykjavík    | 18 | 10 | 4 | 4  | 47     | 20     | +27   | 34  |                    |
| 4   | Selfoss               | 18 | 9  | 4 | 5  | 33     | 16     | +17   | 31  |                    |
| 5   | Einherji              | 18 | 9  | 2 | 7  | 28     | 24     | +4    | 29  |                    |
| 6   | KS                    | 18 | 8  | 4 | 6  | 32     | 23     | +9    | 28  |                    |
| 7   | Þróttur Reykjavík     | 18 | 8  | 2 | 8  | 43     | 29     | +14   | 26  |                    |
| 8   | ÍB Ísafjörður         | 18 | 4  | 6 | 8  | 27     | 35     | −8    | 18  |                    |
| 9   | Njarðvík (S)          | 18 | 4  | 2 | 12 | 27     | 57     | −30   | 14  | Spadek do 3. deild |
| 10  | Skallagrímur (S)      | 18 | 0  | 0 | 18 | 4      | 99     | −95   | 0   | Spadek do 3. deild |

## Wyniki
| Gospodarz \ Gość   | EIH | KA  | NJA | SEL | KS  | SKA  | VÍR | VÖL  | ÍBI | ÞRR |
| Einherji           |     | 0:2 | 3:1 | 0:0 | 2:1 | 7:0  | 1:0 | 0:1  | 1:0 | 1:2 |
| KA Akureyri        | 4:0 |     | 4:0 | 1:1 | 3:1 | 13:0 | 1:2 | 1:1  | 3:0 | 3:1 |
| Njarðvík           | 1:3 | 0:5 |     | 1:1 | 4:1 | 4:0  | 1:5 | 3:4  | 0:2 | 0:1 |
| Selfoss            | 2:0 | 0:1 | 6:1 |     | 1:0 | 4:1  | 1:0 | 1:2  | 3:1 | 5:0 |
| KS                 | 3:2 | 2:2 | 3:0 | 2:1 |     | 6:0  | 0:2 | 0:0  | 1:1 | 1:0 |
| Skallagrímur       | 1:3 | 0:9 | 0:3 | 0:1 | 0:3 |      | 0:4 | 0:11 | 0:5 | 0:5 |
| Víkingur Reykjavík | 3:0 | 0:1 | 7:3 | 1:1 | 0:0 | 9:0  |     | 2:1  | 4:2 | 2:1 |
| Völsungur Húsavík  | 0:1 | 1:0 | 1:2 | 2:1 | 2:0 | 3:0  | 3:2 |      | 1:0 | 1:0 |
| ÍB Ísafjörður      | 2:2 | 1:1 | 3:3 | 1:3 | 1:5 | 0:02 | 3:3 | 2:0  |     | 3:5 |
| Þróttur Reykjavík  | 1:2 | 5:0 | 8:0 | 2:1 | 2:3 | 9:2  | 1:1 | 0:4  | 0:0 |     |

Źródło:  (ang.)
Objaśnienia:
1Drużyna gospodarzy jest wymieniona po lewej stronie tabeli.
2Mecz został oddany walkowerem przez zespół Skallagrímur i zinterpretowany jako zwycięstwo drużyny ÍB Ísafjörður, ale z wynikiem bezbramkowym.
Kolory: zielony – zwycięstwo gospodarzy, żółty – remis, różowy – zwycięstwo gości.

## Najlepsi strzelcy
| Bramki | Strzelcy               | Drużyna            |
| ------ | ---------------------- | ------------------ |
| 28     | Tryggvi Gunnarsson     | KA Akureyri        |
| 17     | Andri Marteinsson      | Víkingur Reykjavík |
| 13     | Sigurður Hallvarðsson  | Þróttur Reykjavík  |
| 12     | Jón Gunnar Bergs       | Selfoss            |
| 12     | Sigfús Kárason         | Þróttur Reykjavík  |
| 11     | Kristján Olgeirsson    | Völsungur Húsavík  |
| 10     | Elías Guðmundsson      | Víkingur Reykjavík |
| 10     | Jón Bjarni Guðmundsson | Víkingur Reykjavík |